# Mack & Rita
Mack & Rita è un film del 2022 diretto da Katie Aselton.

## Trama
Mack Martin è una trentenne poco avventurosa e che ama restare a casa. Durante il viaggio d'addio al nubilato dell'amica Carla a Palm Springs, Mack si trasforma inaspettatamente nella versione settantenne di sé. Mack allora si sente libera di vivere la vita che ha sempre voluto e, fingendosi sua zia Rita, diventa una star dei social media e inizia un flirt con il dog sitter Jack.

## Produzione

### Sviluppo
Nel marzo 2021 è stato annunciato che Diane Keaton, Elizabeth Lail, Taylour Paige, Dustin Milligan, Simon Rex, Nicole Byer, Patti Harrison, Loretta Devine, Wendie Malick, Lois Smith ed Amy Hill erano entrati nel cast del film, che sarebbe stato diretto da Katie Aselton.

### Riprese
Le riprese principali si sono svolte a Los Angeles dal 25 marzo al 24 aprile 2021.

## Promozione
Il primo trailer del film è stato pubblicato il 4 luglio 2022.

## Distribuzione
Il film è stato distribuito nelle sale statunitensi il 12 agosto 2022.